# Menčice
Menčice je vesnice v okrese Praha-východ, je součástí obce Všestary. Nachází se 1 km na východ od Všestar. Protéká zde říčka Mnichovka. Je zde evidováno 40 adres.

## Další fotografie

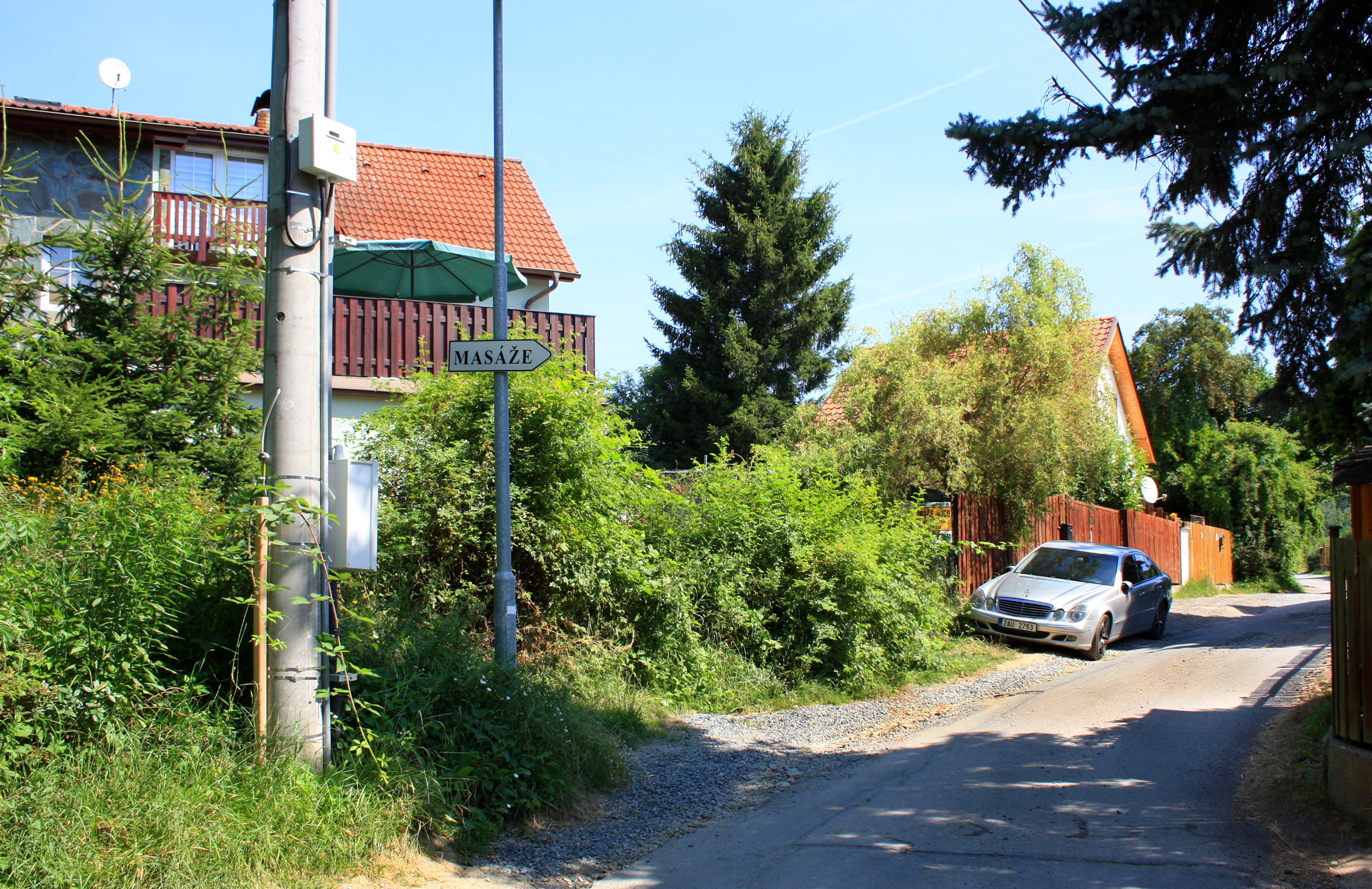
Horní část vesnice
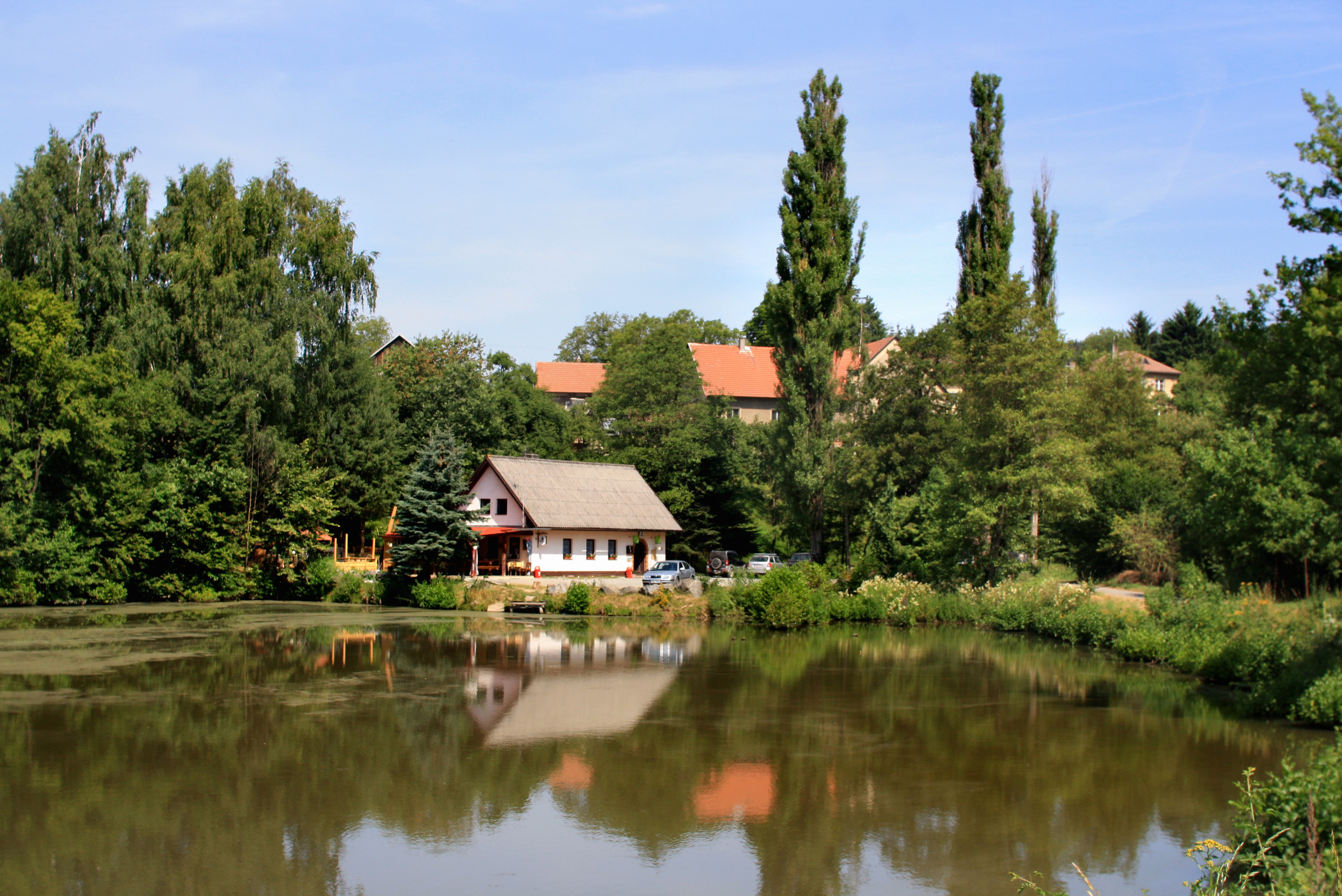
Rybník s hospodou
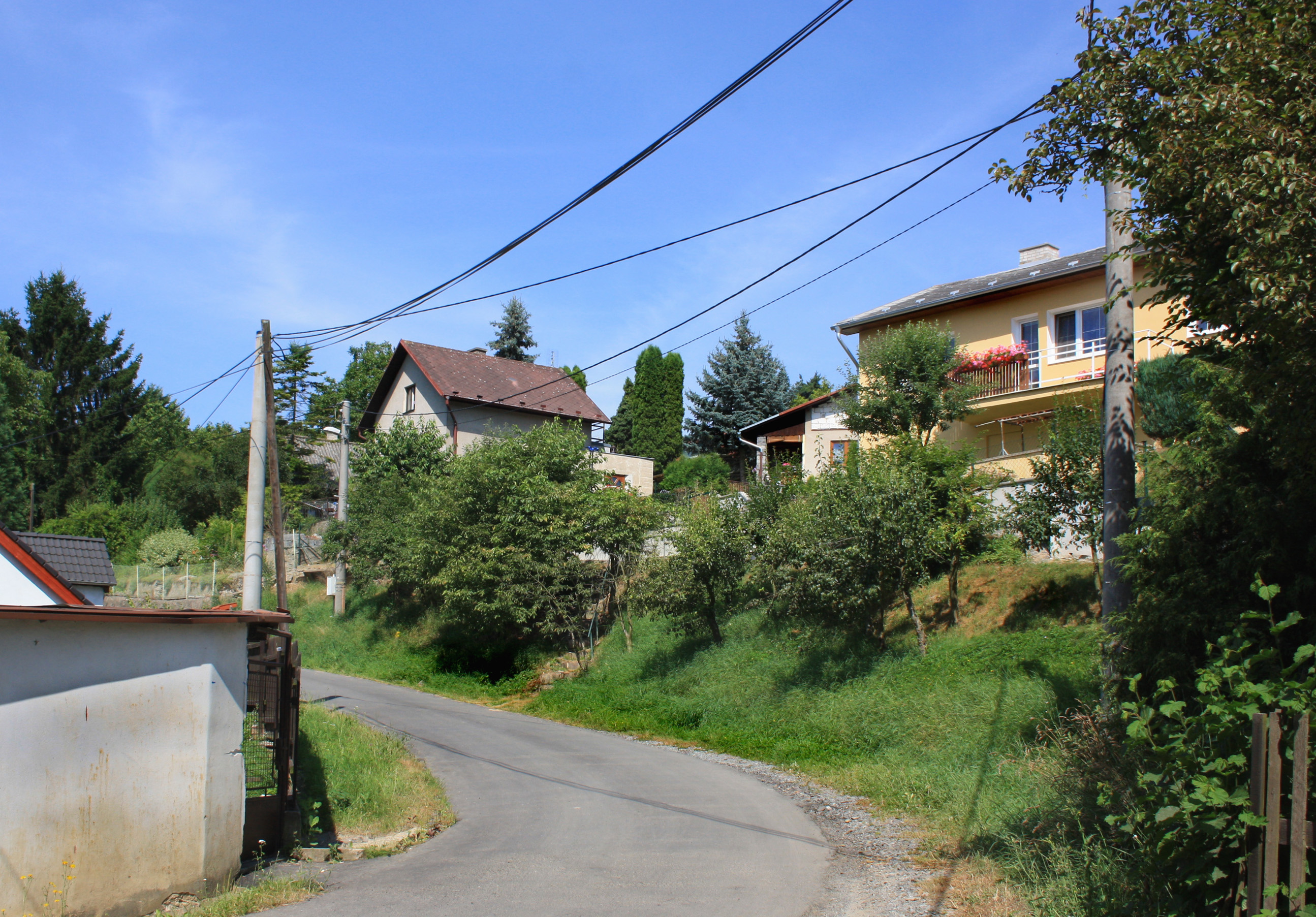
Dolní část vesnice